# Christel Feremans
Christel Feremans is een personage uit de VTM-televisieserie Familie. De rol werd vertolkt door Ingrid Van Rensbergen.

## Overzicht
Tijdens zijn periode in de Verenigde Staten leert Bart Van den Bossche de knappe Christel Feremans kennen. De twee krijgen een zoontje Mike, maar later zal blijken dat Bart niet de vader van het kind is.
Christel blijkt een gevaarlijke vrouw te zijn en probeert Bart te vermoorden. Hierna keert Bart terug naar België, maar Christel volgt hem. Ze vraagt hem een nieuwe kans, maar hij wil niets meer met haar te maken hebben en wordt weer verliefd op Brenda Vermeir.
Christel begint een relatie met Thomas Maeterlinck. Via hem raakt ze later betrokken bij het complot van Xavier Latour, met wie ze nadien een haat-liefdeverhouding krijgt. Samen ruimen ze Thomas en Sarah De Kunst uit de weg en maken ze plannen om de Van den Bossches definitief uit te schakelen. Wanneer Latour echter een moordaanslag op Christel zelf pleegt, is ze razend en werkt ze samen met Peter Van den Bossche om hem een hak te zetten.
Xavier belandt in de gevangenis, maar Christel helpt hem ontsnappen. Nadien wordt een hele tijd niets meer van hen vernomen, tot Trudy Tack de Rixart de Waremme plots Christel tegen het lijf loopt. Ze zegt Trudy dat ze gebroken heeft met Latour en een nieuw leven wil beginnen. Beetje bij beetje worden de twee vriendinnen, maar wat Trudy niet weet is dat Christel nog steeds in opdracht van Latour werkt. Christel zorgt ervoor dat Trudy opnieuw aan drugs verslaafd raakt.
Wanneer blijkt dat Latour van plan is Trudy en haar dochtertje Louise te vermoorden, begint de intussen van Latour zwangere Christel gewetensproblemen te krijgen. Ze werkt Latour tegen door het duo te helpen ontsnappen. Latour is razend en verstikt Christel met een plastic zak, waarna hij haar lijk achterlaat op een bed van bloemen.